# Марк Азиний Атратин
Марк Ази́ний Атрати́н (лат. Marcus Asinius Atratinus; умер после 89 года) — древнеримский политический деятель из знатного плебейского рода Азиниев, ординарный консул 89 года.

## Биография
О происхождении Атратина нет точных сведений: возможно, он являлся потомком ординарного консула 8 года до н. э. Гая Азиния Галла.
В 89 году Атратин занимал должность ординарного консула совместно с Титом Аврелием Фульвом. Тем не менее, о его дальнейшей судьбе сохранившиеся письменные источники ничего не сообщают.
Впрочем, известно, что супругой Атратина являлась некая Анния.